# Tussaaq
Tussaaq [tusːɑːq] (nach alter Rechtschreibung Tugssâĸ) ist eine wüst gefallene grönländische Siedlung im Distrikt Upernavik in der Avannaata Kommunia.

## Lage
Tussaaq befindet sich im Südwesten einer gleichnamigen Insel auf einer winzigen Halbinsel, die kaum mit dem Rest der Insel verbunden ist. Direkt vor dem Ort liegt die kleine Insel Qeqertannguaq. Die nächstgelegenen Orte sind Naajaat 16 km nordöstlich und Innaarsuit 18 km nordnordöstlich.

## Geschichte
Tussaaq wurde erstmals 1798 erwähnt, als dort 44 Menschen lebten. In den Einwohnerlisten von 1806 und 1850 taucht der Ort nicht auf.
Erst in den 1880er Jahren wurde Tussaaq neu besiedelt. Die Bewohner kamen vom Udsted Kingittoq, der in der Folge seinen Udstedsstatus verlor. Ab 1911 war Tussaaq ein Teil der Gemeinde Qassersuaq. 1918 hatte der Ort 61 Einwohner, die in elf Häusern lebten. Von den Bewohnern war einer Fischer. Außerdem gab es im Ort einen Katecheten und eine Hebamme.
Als Qassersuaq seinen Udstedsstatus verlor und aufgegeben wurde, was um 1920 geschehen sein muss, wurde Tussaaq stattdessen zum Udsted ernannt. 1920 wurde eine Schulkapelle gebaut, 1922 erhielt der Ort einen Laden und ein Packhaus, 1923 wurde ein Kohlenhaus errichtet und 1930 noch ein Packhaus. Erst 1945 wurde ein Wohnhaus für den Udstedsverwalter gebaut. Die Einwohnerzahl blieb aber auch als Udsted ähnlich der, die Tussaaq als Wohnplatz gehabt hatte.
1950 wurde Tussaaq in die neue Gemeinde Upernavik eingemeindet. 1950 wurde ein Speckhaus errichtet. 1951 hatte Tussaaq 62 Einwohner, 1960 53, und 1965 sowie 1968 jeweils 57. Bei der Verwaltungsreform 2009 wurde der Ort Teil der Qaasuitsup Kommunia, im Jahr darauf wurde Tuussaaq vollständig aufgegeben.

## Bevölkerungsentwicklung
Die Einwohnerzahl von Tussaaq blieb bis 1990 konstant. Erst dann ging sie innerhalb von gut einem halben Jahrzehnt fast auf null zurück. Zwischen 1998 und 2009 hatte Tussaaq nur noch einen einzigen Einwohner. Seit 2010 ist Tussaaq verlassen.